# Коннектикут Хаскис (баскетбол)
Коннектикут Хаскис (англ. Connecticut Huskies) — студенческая баскетбольная команда, представляющая Коннектикутский университет в первом баскетбольном мужском дивизионе NCAA. Располагается в Сторрсе (штат Коннектикут). В настоящее время команда выступает в Американской спортивной конференции. Домашние игры проходи в Harry A. Gampel Pavilion и «XL-центре».
«Хаскис» пять раз становились чемпионами NCAA (1999, 2004, 2011, 2014 и 2023), деля пятое место по этому показателю среди студенческих команд. Команда также семь раз становилась победителем турнира конференции Big East и десять раз победителем регулярного чемпионата конференции Big East. Множество выпускников команды стали успешными профессиональными игроками. «Хаскис» 32 раза участвовали в турнире NCAA и четыре раза участвовали в Финале Четырёх. Пять раз команда имела первый номер посева в турнире NCAA, последний раз из которых был в 2009 году.

## Huskies of Honor

### Игроки
- Рэй Аллен: 1993-96
- Уэс Бьялосукниа: 1964-67
- Билл Корли: 1965-68
- Уолт Дропо: 1942-47
- Халид Эл-Амин: 1997—2000
- Руди Гей: 2004-06
- Ричард Хэмилтон 1996-99
- Тони Хэнсон: 1973-77
- Тоби Кимпбол: 1961-65
- Донелл Маршалл: 1991-94
- Эмека Окафор: 2001-04
- Арт Кимби: 1951-55
- Клиффорд Робинсон: 1985-89
- Крис Смит: 1988-92
- Корни Томпсон: 1978-82
- Кемба Уокер: 2008-11
- Вин Йокабаскас: 1948-52
- Шабазз Напьер: 2010-14

### Тренеры и администрация
- Джим Калхун, главный тренер: 1986—2012
- Хью Грир, главный тренер: 1946-63
- Ди Роуи, главный тренер: 1969-77
- Джон Тонер, спортивный директор: 1969-87

## Достижения
- Чемпион NCAA: 1999, 2004, 2011, 2014, 2023, 2024
- Полуфиналист NCAA: 1999, 2004, 2009, 2011, 2014, 2023, 2024
- Четвертьфиналист NCAA: 1964, 1990, 1995, 1998, 1999, 2002, 2004, 2006, 2009, 2011, 2014, 2023, 2024
- 1/8 NCAA: 1956, 1964, 1976, 1990, 1991, 1994, 1995, 1996, 1998, 1999, 2002, 2003, 2004, 2006, 2009, 2011, 2014, 2023, 2024
- Участие в NCAA: 1951, 1954, 1956, 1957, 1958, 1959, 1960, 1963, 1964, 1965, 1967, 1976, 1979, 1990, 1991, 1992, 1994, 1995, 1996, 1998, 1999, 2000, 2002, 2003, 2004, 2005, 2006, 2008, 2009, 2011, 2012, 2014, 2016, 2021, 2022, 2023, 2024
- Победители турнира конференции: 1990, 1996, 1998, 1999, 2002, 2004, 2011, 2016, 2024
- Победители регулярного чемпионата конференции: 1941, 1948, 1949, 1951, 1952, 1953, 1954, 1955, 1956, 1957, 1958, 1959, 1960, 1963, 1964, 1965, 1967, 1970, 1990, 1994, 1995, 1996, 1998, 1999, 2002, 2003, 2005, 2006, 2024